# Villa Käthe-Kollwitz-Straße 16 (Radebeul)
Die Villa in der Käthe-Kollwitz-Straße 16 steht im Stadtteil Kötzschenbroda der sächsischen Stadt Radebeul, oberhalb der Meißner Straße. Die Villa wurde um 1880 durch den Baumeister Moritz Große nach eigenem Entwurf errichtet.

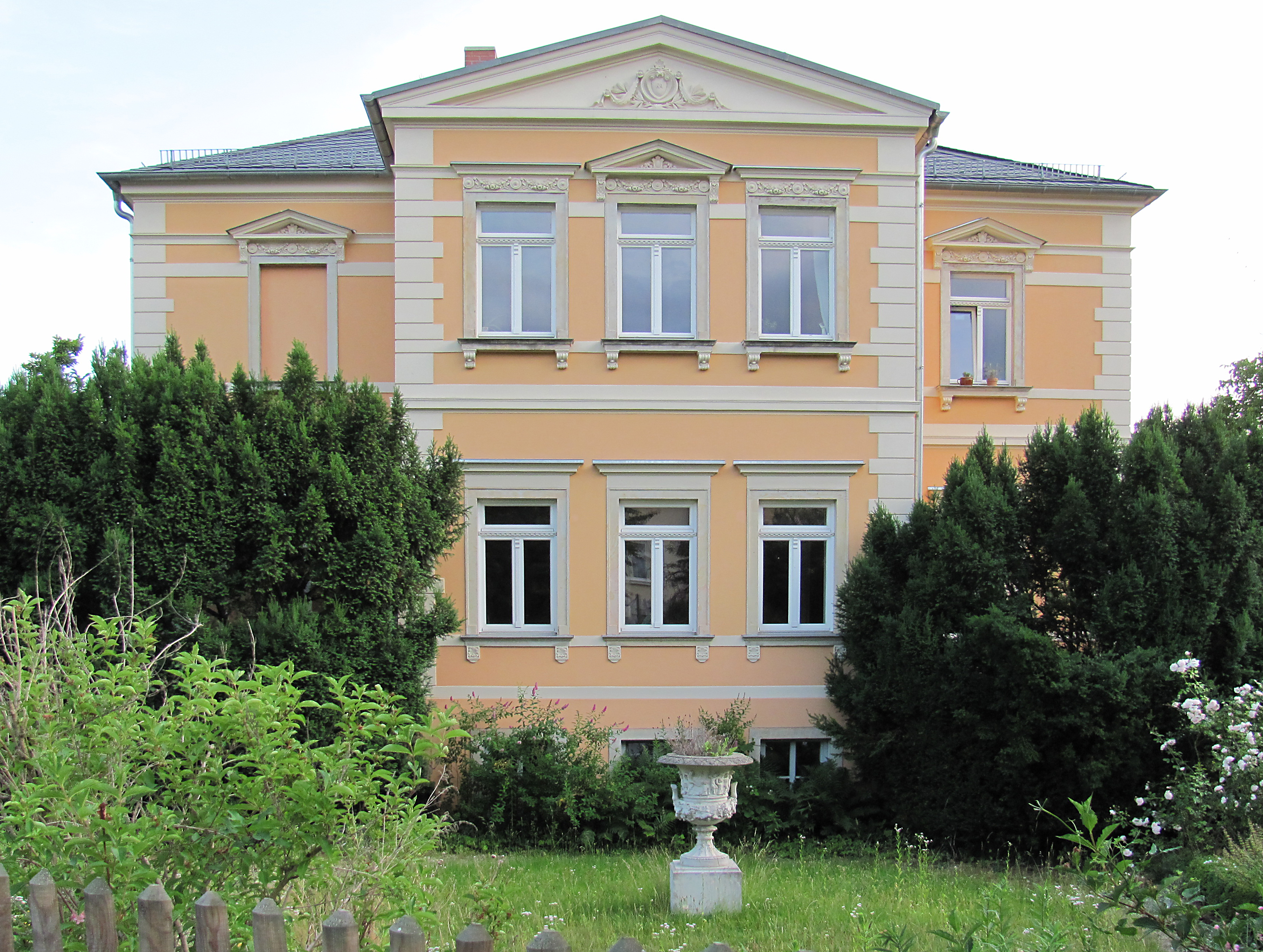
Villa Käthe-Kollwitz-Straße 16, von Am Bornberge aus

## Beschreibung

Käthe-Kollwitz-Straße 13 steht am linken Bildrand auf mittlerer Höhe (1910), rechts daneben die hier beschriebene Nr. 16

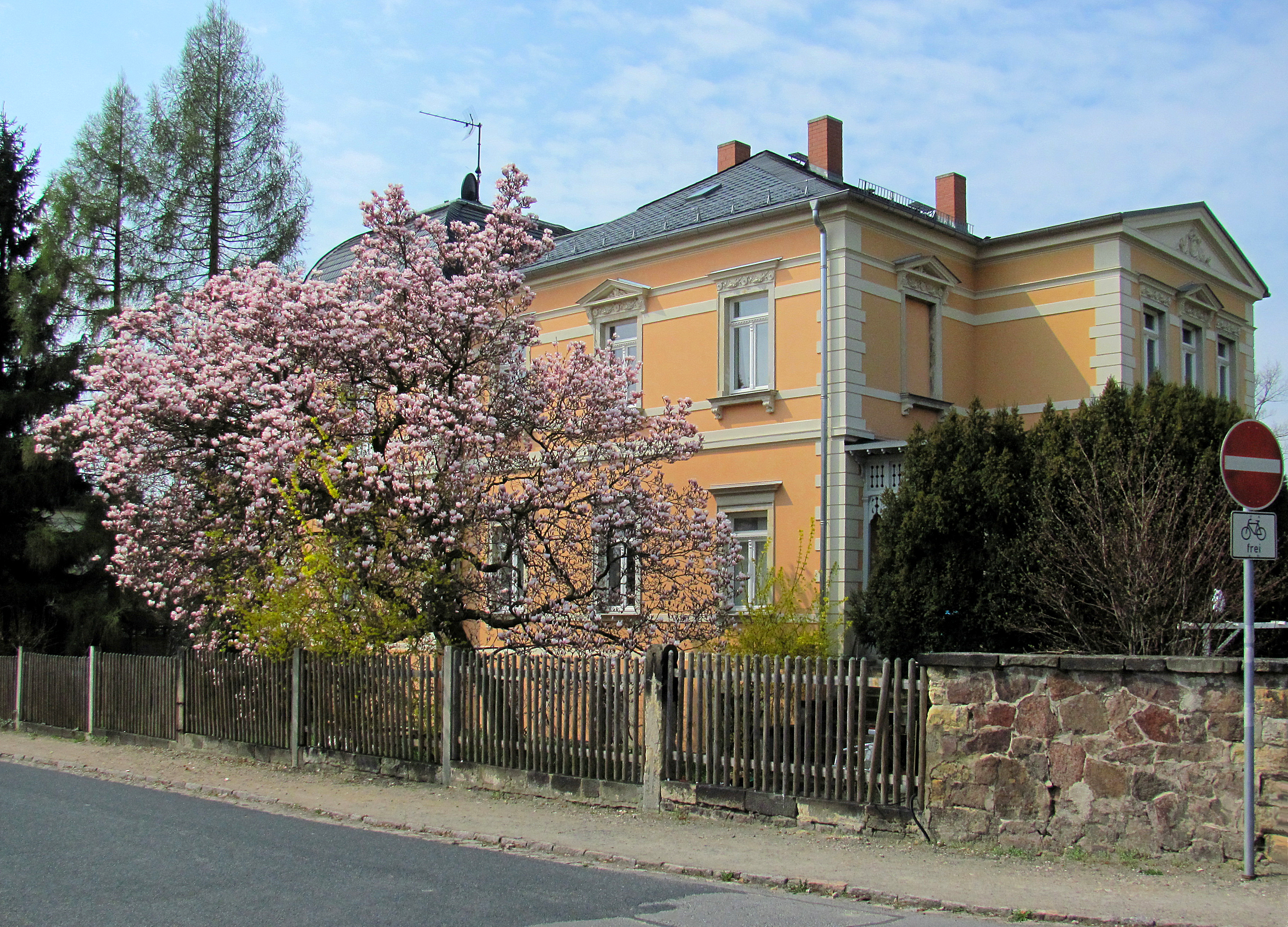
Villa Käthe-Kollwitz-Straße 16, von der Kreuzung aus

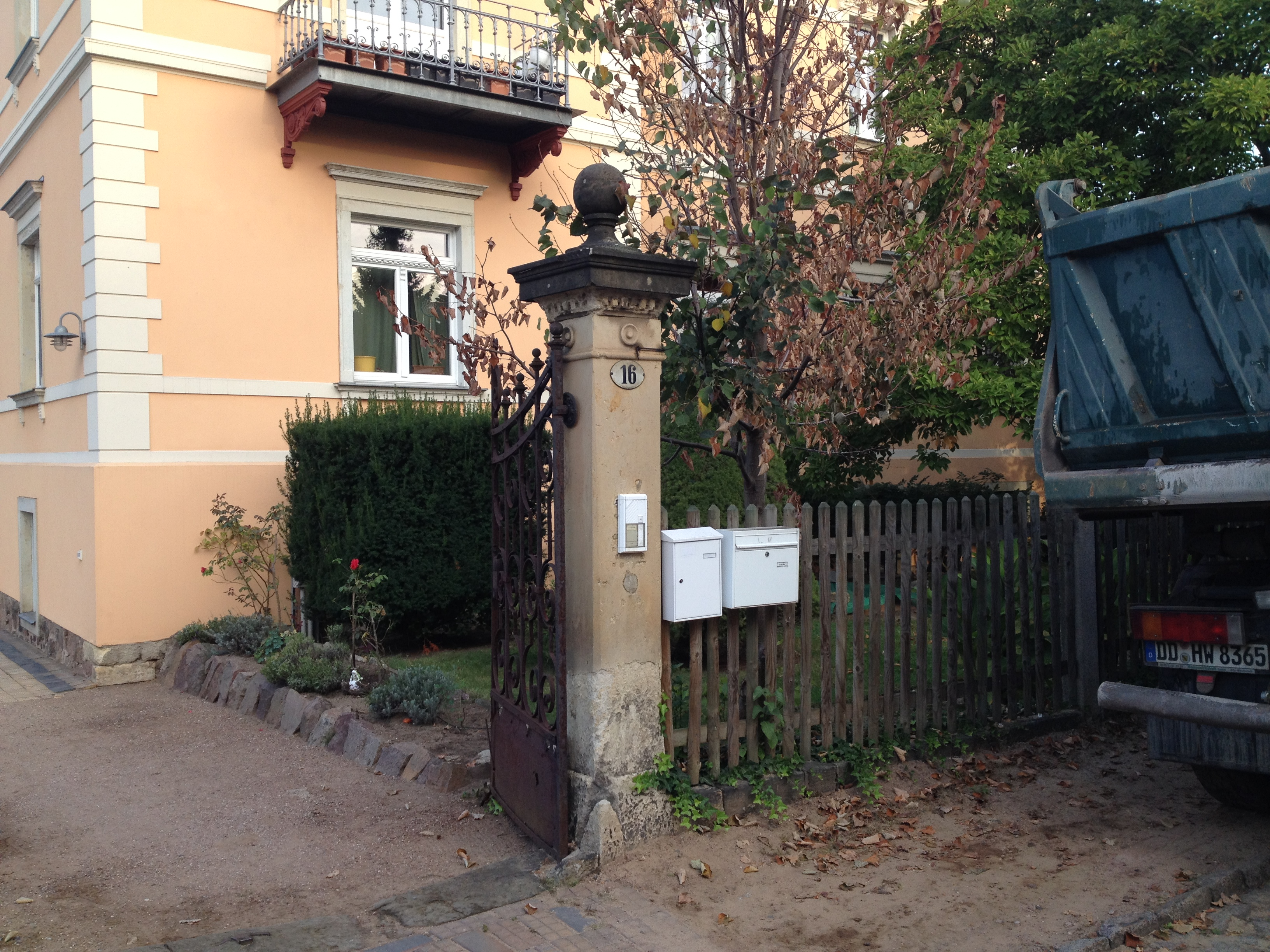
Torpfeiler mit Resten des schmiedeeisernen Tores

Die mit der Einfriedung denkmalgeschützte Villa, in der Denkmaltopografie als Mietvilla angesprochen, steht auf einem westlichen Eckgrundstück zur Straße Am Bornberge, wo die Käthe-Kollwitz-Straße von Kötzschenbroda nach Niederlößnitz wechselt und dabei leicht nach Westen verspringt. Das zweigeschossige Wohnhaus steht auf einem verputzten Souterraingeschoss. Es hat ein schiefergedecktes, flaches Walmdach.
In der nördlichen, fünfachsigen Hauptansicht zur Straße Am Bornberge steht ein weit vorspringender, dreiachsiger Mittelrisalit mit einem Dreiecksgiebel, dessen Giebelfeld durch ein Stuckrelief geschmückt wird. In den beiderseitigen Rücklagen befanden sich ehemals kleine Terrassen. Von diesen ist bei jener zur Straßenkreuzung hin die offene, hölzerne Veranda mit einer Freitreppe zum Vorgarten hin erhalten.
In der vierachsigen Straßenansicht zur Käthe-Kollwitz-Straße steht links neben dem dreiachsigen Hauptbaukörper ein etwa quadratischer, einachsiger Turm von gleicher Traufhöhe, oben abgeschlossen durch ein vierseitiges Kuppeldach mit Dachplattform. Der Turm ist gegenüber der Hauptfassade etwas nach vorne gerückt. Im Obergeschoss des Turms befindet sich ein Balkon mit einem schmiedeeisernen Gitter. Hinter dem Turm befindet sich in der Südansicht ein hölzerner Eingangsvorbau mit einer Freitreppe zur Eingangstür im Hochparterre.
Der Putzbau wird durch Gesimse, Bänder und Eckquaderungen gegliedert. Die Fenster werden von Sandsteingewänden eingefasst, die durch horizontale sowie Dreiecksverdachungen nebst Stuckbändern bekrönt werden. Die Sohlbänke werden von verzierten Konsolen gestützt.
Von der ursprünglichen Einfriedung ist an der Grundstückseinfahrt ein einzelner kräftiger Sandsteinpfeiler mit Resten des schmiedeeisernen Tors übrig geblieben. An der Straßenkreuzung wird die Einfriedung durch ein Stück Syenitsteinmauerwerk zwischen Sandstein-Eckmauerungen gebildet.
Im Vorgarten an der Käthe-Kollwitz-Straße steht eine große Magnolie. Der eigentliche Hausgarten befand sich bis 2006 auf der Südseite des (Doppel-)Grundstücks, wurde jedoch abgetrennt und überbaut.